# フィリップ・ペタン
アンリ・フィリップ・ベノニ・オメル・ジョゼフ・ペタン（フランス語: Henri Philippe Benoni Omer Joseph Pétain, 1856年4月24日 - 1951年7月23日）は、フランスの軍人、政治家。フランス第三共和政最後の首相及びフランス国（ヴィシー政権）の主席を務めた。

## 来歴

### 第一次世界大戦まで

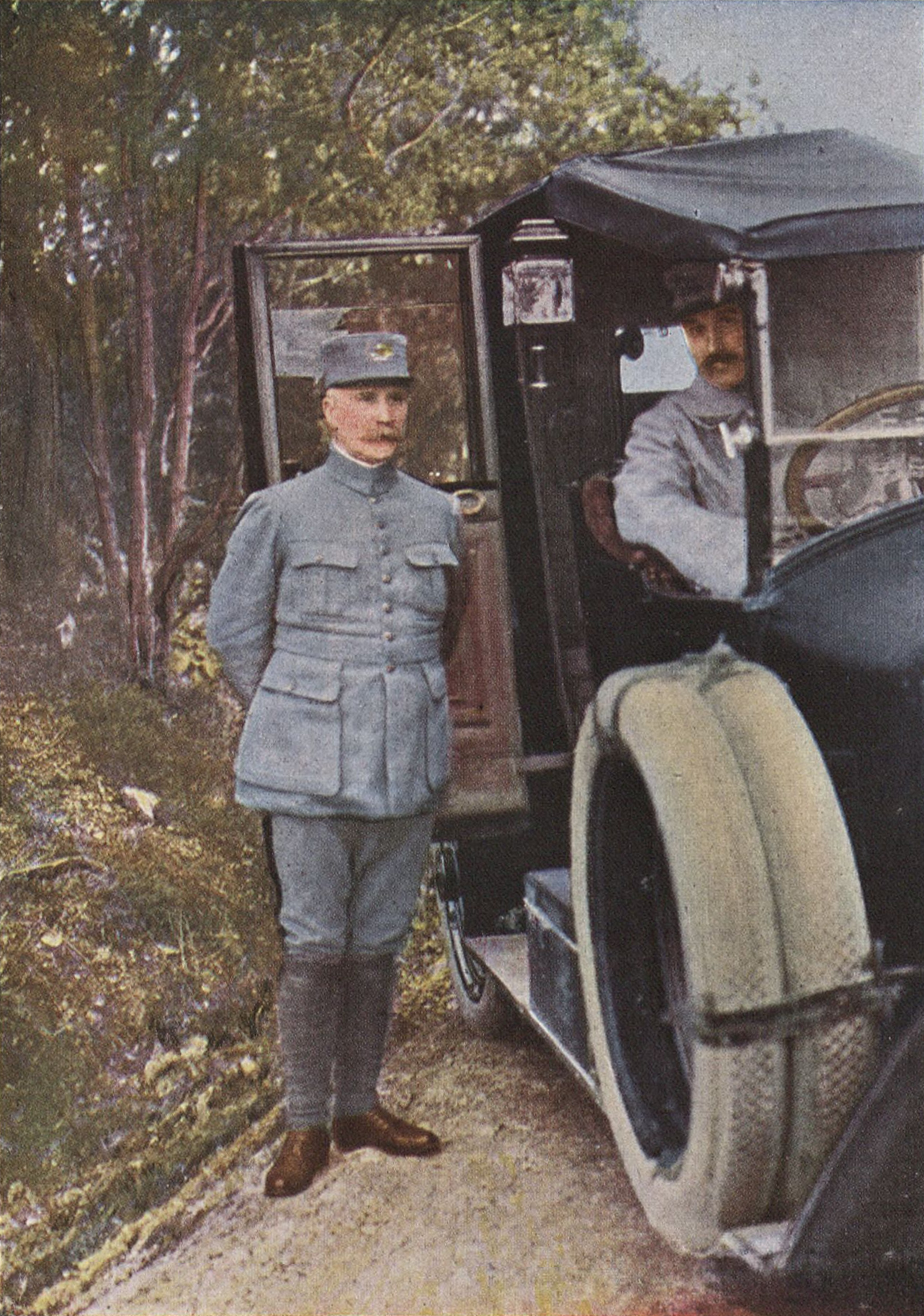
ペタンのオートクローム（1915年）

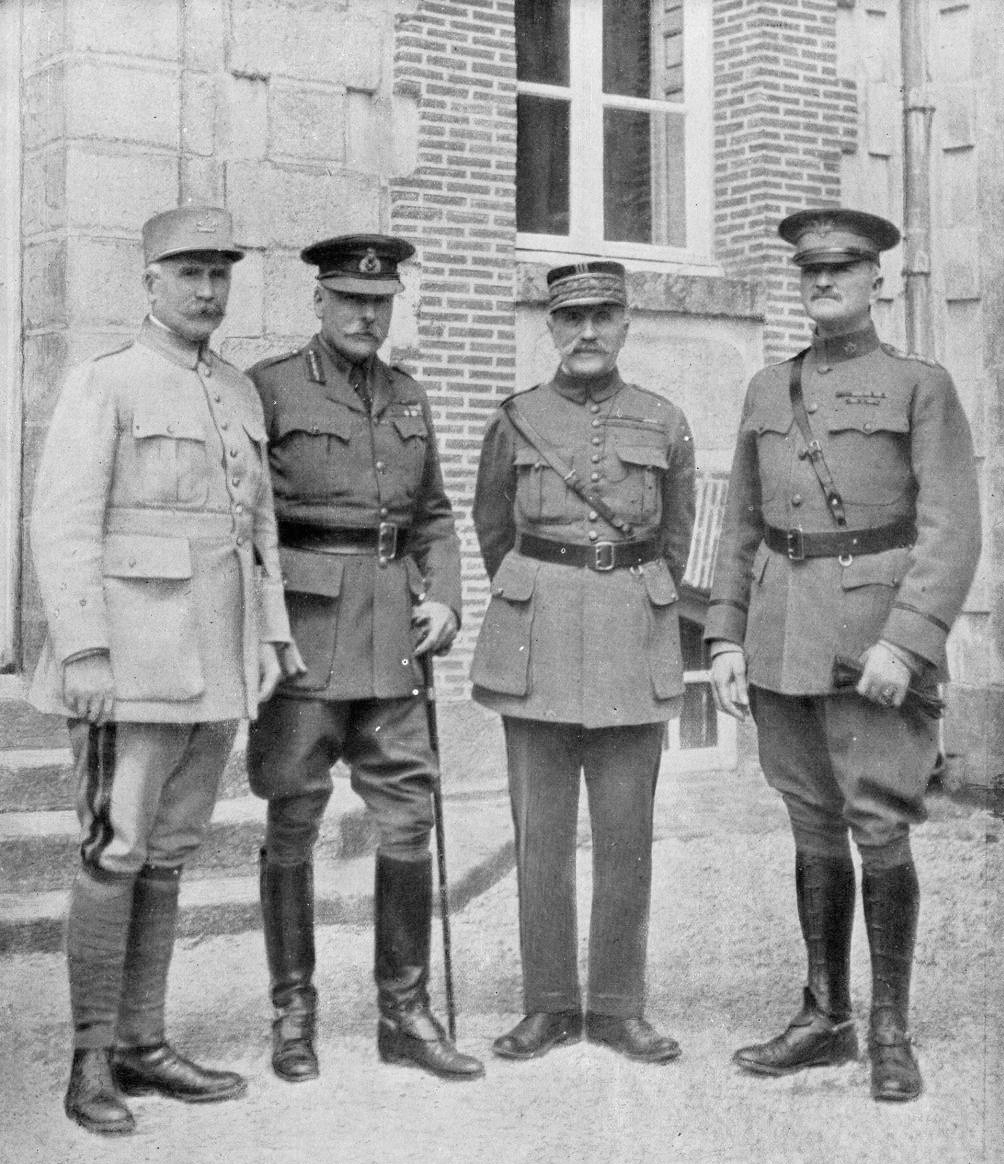
左からペタン、ヘイグ、フォッシュ、パーシング（1918年）。なお、ペタンの制帽には星章の下に軍団長以上の高級指揮官として大将待遇であることを示す横棒が付いている。

1856年4月24日にパ＝ド＝カレー県コシ＝ア＝ラ＝トゥールで生まれた。1887年にサン・シール陸軍士官学校を卒業し、1901-1907年、陸軍士官学校・陸軍大学で歩兵学を講義した。彼の出世は決して早いものではなかった。第一次世界大戦が勃発した1914年、彼は既に58歳であったが、階級は大佐で、第33歩兵連隊の連隊長にすぎなかった。
しかし彼の軍事思想がフランス陸軍総司令官ジョゼフ・ジョフルの目に止まり、マルヌ会戦を前にこの年の8月3日、第1軍団第4歩兵旅団長、31日に少将に昇任、9月2日に第6歩兵師団長、14日に中将に昇任。10月20日に第33軍団長、1915年6月21日に第2軍司令官、1916年5月2日に中部軍集団司令官と一気に昇進した。以降アルトワの戦いやシャンパーニュの戦いで戦功を挙げ、西部戦線で最も卓越した指揮官の一人という評価を得るに至った。1916年2月21日のヴェルダンの戦いでは、バル・ル・デュックとヴェルダンを結ぶ街道（バル・ル・デュック街道、神聖街道）を兵士と物資を頻繁に運んだ。特に兵士は交替しながら戦争できるように回転させた。こうして第2軍司令官としてフランス軍を勝利に導き、「ヴェルダンの英雄」という名声を得た。その高い人気もあって1917年にはロベール・ニヴェルの後任としてフランス陸軍総司令官となった。1918年、連合国の勝利で第一次世界大戦が終結した後の11月には元帥に昇進している。
なお、第33歩兵連隊時代からの部下に、後の大統領・シャルル・ド・ゴールがいた。ペタンはド・ゴールを可愛がって戦前から戦間期まで軍内の活動に便宜を図り、ド・ゴールの長男フィリップの名付け親になるなど親密な関係だった。しかしド・ゴールが機甲部隊による電撃戦などを提唱すると対立を深め、第二次大戦前には決定的に決裂することになる。

### 戦間期
戦間期の1920年、独身であったペタンは42歳のユージェニー・アードンと結婚した。陸軍最高顧問となったペタンはマジノ線の建設計画を始めとするフランスの防衛構想に大きく関与した。しかしそれは第一次世界大戦の戦争形式を踏襲するものであり、後年のフランス敗北の一因ともなった。戦後、ペタンは「私の軍事的精神は閉ざされてしまった。新しい道具、新しい機械、新しい方法が導入されたとき、私はそれに関心を持たなかったことを告白しなければならない」と語っている。
1929年にはフォッシュの後任としてアカデミー・フランセーズ会員に選出されている。1934年には国防相を務め、1939年にはフランコ体制下のスペインに大使として赴任した。1934年頃からは「我々を救うのはペタンだ」という右派からの信望を集める存在となっていた。

### ドイツのフランス侵攻

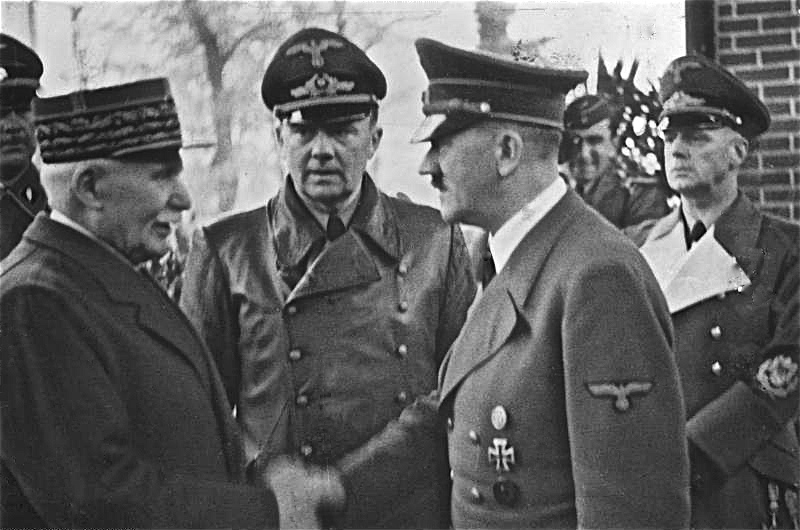
ペタンとヒトラー。中央の制服姿の人物は、ヒトラーの通訳官パウル・シュミット、ヒトラーの後方の制服姿の人物は、ドイツ外相のヨアヒム・フォン・リッベントロップ（1940年10月24日、モントワール駅）

第二次世界大戦中の1940年春、ナチス・ドイツのフランス侵攻でフランス軍が敗北を続ける中、84歳のペタンはレノー内閣の副首相に任命された。この際、レノーはペタンが権力掌握のため自ら会見に臨んだと主張しているが、ペタン支持者は責任をペタンになすりつけるための行動であったと非難している。
ペタンはウェイガン陸軍総司令官とともに対独講和を主張し、主戦派のレノーを圧迫した。しかしドイツ国防軍の侵入を抑えることはできず、6月10日に首都をパリから移転、6月14日にパリが無血開城。
6月16日にレノー内閣が倒れると、ペタンは後任の首相に任命された。
同日、ペタン率いるフランス政府はドイツ最高司令部に降伏を申し込み、
講和条件の詰めが行われた後、6月22日にコンピエーニュの森で独仏休戦協定の調印が行われた（アドルフ・ヒトラーは現地に姿を見せたがペタンは出席していない）。

### ヴィシー政権
休戦によって首都パリを含むフランス北部と東部はドイツの占領下に置かれ、フランス政府はフランス南部のヴィシーに移った。7月10日、ヴィシーで開催された国民議会は圧倒的多数で新憲法制定までの憲法的法律を制定した。その内容は「『フランス国（État français）』の新しい憲法を公布することを目的として、ペタン元帥の権威のおよび署名の元にある共和国の政府に全ての権限を与える」というものであった。ペタンは強大な権限を持つこととなり、側近グループを抱えた一種の「君主」的存在として振る舞った。
以降ペタンはフランス国主席（Chef de l'État français）となった。これ以降の政権はヴィシー政権と呼ばれる。ヴィシーではペタンを「国家の父」とするような個人崇拝が起きた。特に被占領地域では広範なペタン支持感情が広がった。実際の政治は副首相であるピエール・ラヴァルが大半を行っていた。
イギリスなど他の連合国は対独抗戦を続けていたが、ヴィシー政府は表面上は中立国扱いであった。ペタンは戦争が「引き分けの講和」で終わると考えており、ペタンとその支持者はドイツに最小限の協力しか行おうとしない「待機主義」的な消極的対独協力を考えていた。この点では戦争がドイツの勝利に終わり、戦後秩序でフランスが地位を得るためには対独協力が必要と考えていた副首相ラヴァルらと対立するものであった。しかし、ヴィシー政府はドイツへの協力を拒否することは出来なかった。
枢軸国に大量の物資や食料を提供し、海外のフランス植民地に、ドイツ軍や日本軍を抵抗なしに受け入れさせ、連合国との戦いを支援させた。マダガスカルなど多くの植民地政府がこれに従い、仏領インドシナは日本軍の進駐を受け入れた（仏印進駐）。また、レノーやダラディエなどの前政府関係者を戦犯として裁く裁判を起こし、被告の多くはドイツ国内の強制収容所に送られている（リオン裁判）。
一方で1942年11月には、連合国軍のトーチ作戦に対して、フランス領北アフリカに駐留していたフランソワ・ダルラン大将がアフリカのヴィシー軍を連合国軍に降伏させたが、ダルランは事前にペタンの了承を取っていたとされる。しかし、この降伏を受けて、残されたフランス本土の南半分もドイツ軍に占領され（アントン作戦）、ペタンは完全に飾り物の指導者でしかなくなった。ヴィシー政府はナチズムに共鳴する親ナチス派が台頭し、ラヴァル派がそれに抵抗するような状況となった。

### 政権崩壊
1944年、ド・ゴール率いる自由フランス（後のフランス共和国臨時政府）を含む連合国軍が北フランスに再上陸した（ノルマンディー上陸作戦）。ペタンは臨時政府に政権を引き渡す交渉を行って、ヴィシー政府の正統性を残そうとしたが、ド・ゴールに拒絶された。連合国軍の進撃に対して、9月7日、ヴィシー政府は南ドイツのジグマリンゲンに避難したが、その後すぐにペタンは国家主席を辞任した。しかし1944年10月に行われた世論調査においても、ペタンを処罰すべきと言う意見は32％であり、58％がそれに反対している。

### 戦後

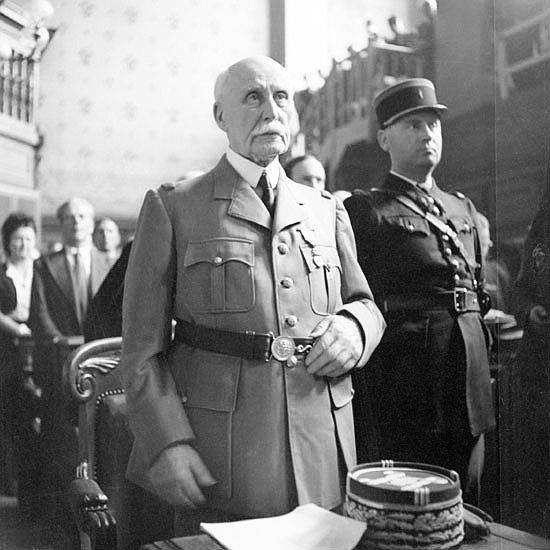
裁判に臨むペタン

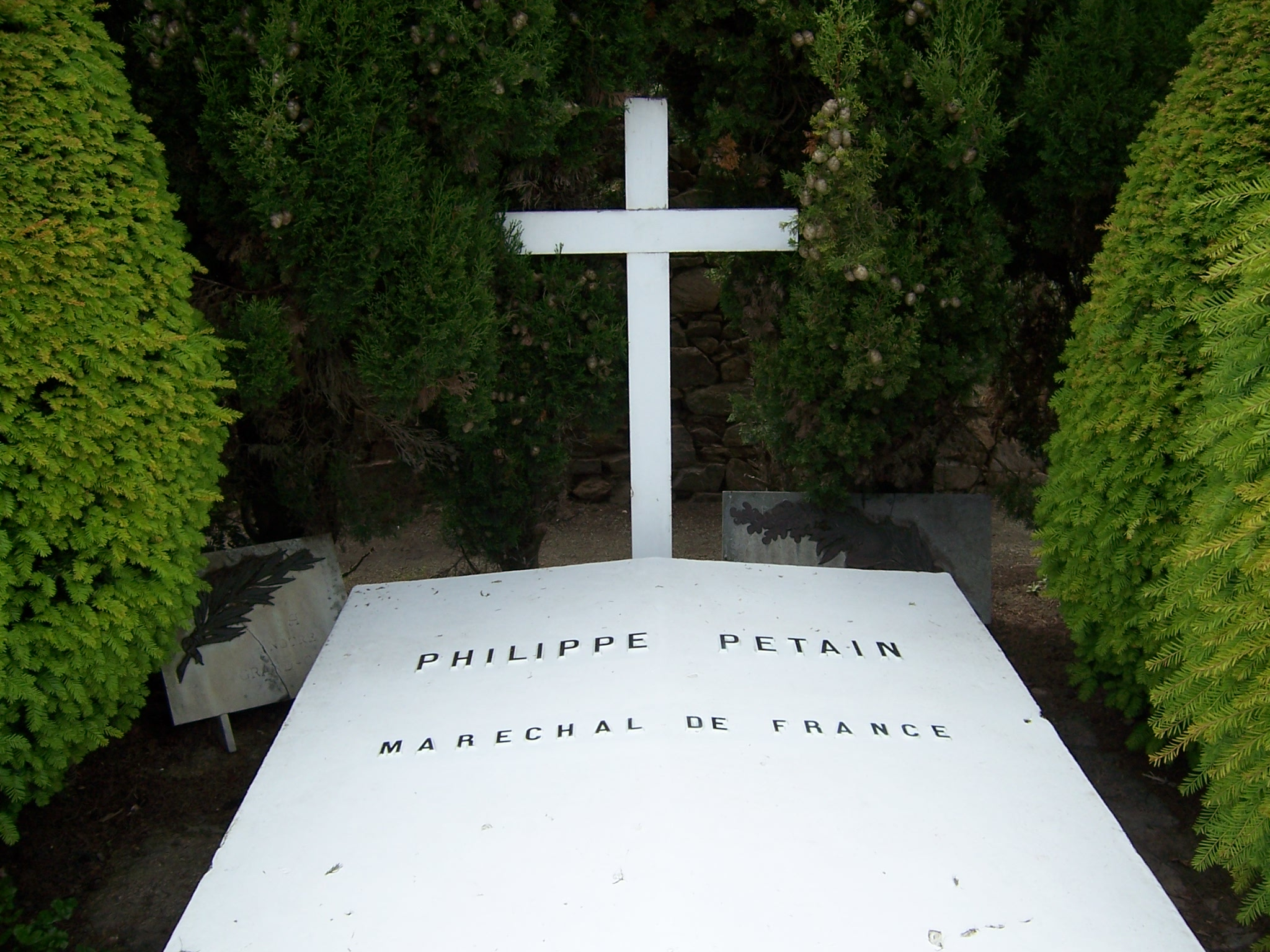
ペタンの墓

ペタンは1945年4月にドイツからスイスを経由してフランスに戻り、逮捕された。1946年の7月から8月にかけて裁判にかけられ、8月15日には死刑判決が下された。しかし、1946年8月17日、ド・ゴールによって高齢を理由に無期禁固刑に減刑された。裁判後には受章していたレジオンドヌール勲章を剥奪され、アカデミー・フランセーズからも追放されたが、ペタンの存命中には席次18は空位として扱われた。1951年7月23日、流刑先であるヴァンデ県沖合のユー島で生涯を閉じた。
死後間もなくウェイガン大将の呼びかけで「ペタン元帥の追憶を守るための協会」(fr)が設立された。この協会はペタンの名誉回復を求め続けたが、極右的政治勢力の温床にもなった。1958年にド・ゴールが大統領になると（フランス第五共和政）、「第一次世界大戦の勝利に貢献した」として、その年11月11日の第一次世界大戦戦勝記念日にあたる追憶の日、ペタンの墓碑へ花輪を贈った。しかし、ペタン信奉者の一部は不快に思い、ド・ゴールの名のついたリボンを引き裂いた。その後、歴代の大統領が第一次世界大戦戦勝記念日に花輪を贈る慣行はしばらく続いたが、1993年11月8日、フランソワ・ミッテラン大統領は花輪の慣行を取りやめる声明を出した。
フランスにおいて、ペタンの評価は21世紀も論争になる。2018年11月7日昼、エマニュエル・マクロン大統領が記者団に対して、第二次世界大戦では「致命的な決定をした」ものの、「（第一次世界大戦を）勝利に導いた元帥を追悼するのは当然」と発言したところ政界やメディア、在仏ユダヤ人から批判が起き、同日夜に大統領府報道官は追悼の対象としないことを発表した。

## 評価

### 軍人としての功績
ペタンは第一次世界大戦時に、攻勢防禦あるいは縦深陣地戦術という防衛戦術を指示している。最前線の塹壕が敵軍により突破されることを前提とし、自陣内に攻め込んで補給線の伸びた敵軍を両翼包囲することを想定して斜交塹壕を構築する。

### 政治家としての評価

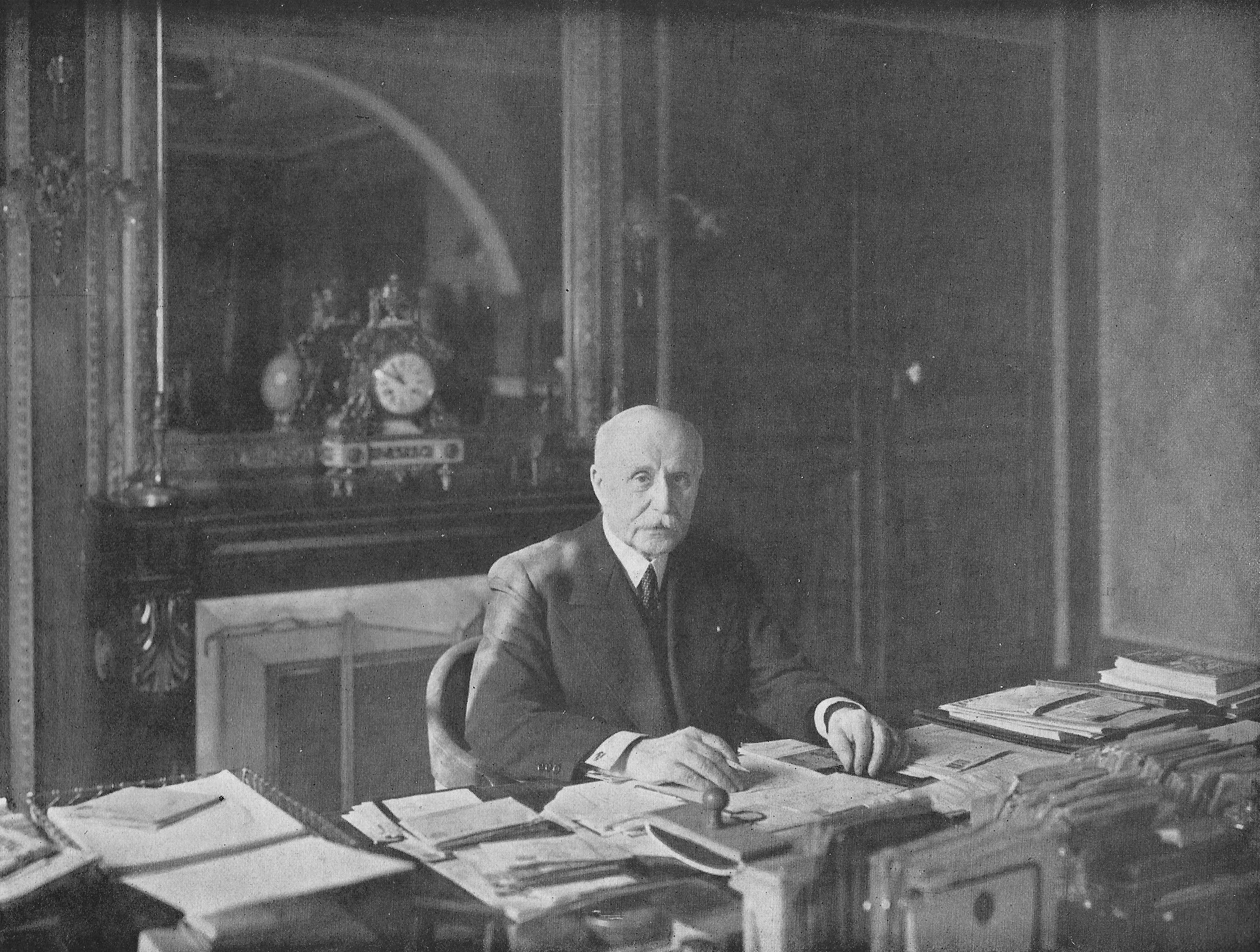
ペタン（1940年）

フランスでは一般にナチス・ドイツへの協力者（コラボラトゥール）として批判を受けているが、ペタンの降伏がフランス全土を廃墟とする事態から救ったという分析やドイツの占領政策に密かに抵抗したという評価も存在し、時折論争になることがある。
三島由紀夫は『文化防衛論』の中で、ペタン政府がパリを無血開城したことについて、次のように評価している。「（中略）中世以来の建築的精華に充ちたパリの破壊を免れるために、これを敵の手に渡したペタンの行為によくあらわれている。パリは一フランスの文化であるのみではなく、人類全体の文化的遺産であるから、これを破壊から護ることについては敵味方は一致するが、政治的局面においては、一方が他方に降伏したのである。そして国民精神を代償として、パリの保存を購ったのである。このことは明らかに国民精神に荒廃をもたらしたが、それは目に見えぬ破壊であり、目に見える破壊に比べたらはるかに恕しうるものだった！」。
老化のため、1944年3月14日夕にジャック・ドリオなどの有力政治家と会った時には、過去に会っていたことを思い出せず、この頃には午前中は才気煥発ながら午後には精神的混乱を示し時間とともに悪化したと官房長が語っている。